# Ernest-Joseph Angelon Girard
Pour les articles homonymes, voir Girard.
Ernest-Joseph Angelon Girard, est un peintre de portraits en miniature, né à Paris le 17 mars 1813 et mort à Colombes le 6 juin 1897.

## Biographie
Actif à Paris où il expose aux Salons entre 1837 et 1880, des aquarelles et des miniatures, son atelier était situé 57 rue Neuve des Mathurins de 1837 à 1853, 12 rue d’Antin en 1855, 25 rue du Neuve des Petits Champs en 1859, 6 rue du Marché Saint Honoré de 1867 à 1879 et 255 rue Saint-Honoré en 1882.
Il fut élève de Jean-François Hollier, de M. Isabey père, et d’Ingres.
Il donna quelques cours à Julien Le Blant et fut le maître de Mlle Berthe Dorville en 1878.

## Liste de ses œuvres

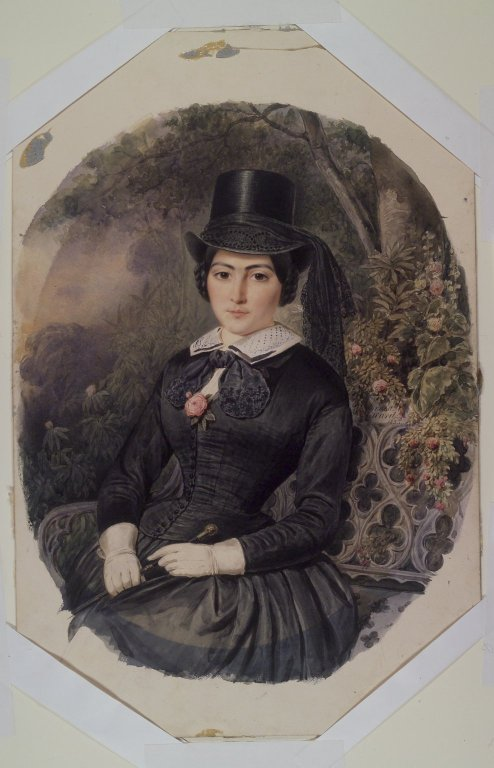
Portrait d’une femme en noire. c. 1855. Brooklyn Museum – New York. Brooklyn Museum.

- Le grand philanthrope Stephen Girard, impr. Delaunois, 1833[16].
- Portrait de Mme Casimir, artiste de l’Opéra-Comique, aquarelle, salon de 1835[10].
- Plusieurs portraits, salon de 1835[10].
- Portrait en pied de Mme E. H…, miniature et aquarelle, salon de 1837, œuvre référencée no 840[17].
- Portrait en pied de Mlle G. P…, miniature et aquarelle, salon de 1837, œuvre référencée no 840[17].
- Portrait en pied de Mme C…, miniature et aquarelle, salon de 1837, œuvre référencée no 840[17].
- Tête d’étude, miniature et aquarelle, salon de 1837, œuvre référencée no 840[17].
- Deux titres de chansons par Crevel de Charlemagne : La Fête des rosières ; Vive la valse, lithogr., chez Nadaud, 1838[16].
- Jeune femme priant au pied de l’autel de la Vierge, illustr. de Keepsake des jeunes personnes, 1847, de la comtesse Dash, lithogr., vers 1847[16].
- Six portraits, miniatures, salon de 1841, œuvres référencées sous le même numéro[10].
- Portrait de Mlle A. P…, miniature et aquarelle, salon de 1842, œuvre référencée no 781[18].
- Portrait de Mlle D. F…, miniature et aquarelle, salon de 1842, œuvre référencée no 781[19].
- Portrait de Mme F. F…, miniature et aquarelle, salon de 1842, œuvre référencée no 781[19].
- Portrait de Mme F. M…, miniature et aquarelle, salon de 1842, œuvre référencée no 781[19].
- La chèvre chérie, chez Jeannin, pour le musée de l’Amateur, 1843[16].
- Notre Dame des Flammes.., avec A. Legrand, impr. A. Bry, 1843[16].
- Cinq portraits, miniature et aquarelle, salon de 1844, œuvres référencées sous le même numéro[10].
- Quatre pl. diverses, 1844-1845[16].
- Portrait de M. B. du B…, miniature, salon de 1845, œuvre référencée no 1828[20].
- Portrait de Mme B. du B…, miniature, salon de 1845, œuvre référencée no 1828[21].
- Portrait de Mlle E. de M…, miniature, salon de 1845, œuvre référencée no 1828[21].
- Tête d’enfant, miniature, salon de 1845, œuvre référencée no 1828[21].
- La Prière, aquarelle, salon de 1845, œuvre référencée no 1829[21].
- Deux pl. d’illustr., impr. Fourquemin, 1846[16].
- Portraits des enfants de M. K…, aquarelle, salon de 1847, œuvres référencées sous le même numéro[10].
- Portrait de la petite E. G…, miniature, salon de 1847, œuvres référencées sous le même numéro[10].
- Portrait de M. C…, miniature, salon de 1847, œuvres référencées sous le même numéro[10].
- Portrait de Mlle de S…, miniature, salon de 1847, œuvres référencées sous le même numéro[10].
- Portrait de M. L…, lieutenant de vaisseau, miniature, salon de 1847, œuvres référencées sous le même numéro[10].
- Portrait de Mme Arthur N…, aquarelle, salon de 1848, œuvre référencée no 1958[22].
- Portrait de Mlle C. R. L…, aquarelle, salon de 1848, œuvre référencée no 1959[23].
- Les Deux Sœurs en prière, miniature, salon de 1848, œuvre référencée no 1960[23].
- Portrait de Mlle de K…, miniature, salon de 1849, œuvre référencée no 892[24].
- Portrait de Mlle de M…, miniature, salon de 1849, œuvre référencée no 892[25].
- Portrait d’enfant, miniature, salon de 1849, œuvre référencée no 892[25].
- La Coquette, étude, cadre de miniature, salon de 1850[10].
- Portrait de Mme la vicomtesse de M…, salon de 1850[10].
- Portrait de Laura Bell, Mrs Thistlethwayte, miniature sur ivoire, c. 1850, 21,2 × 16,7 cm, Londres – The Wallace Collection (N° inv. : P779)[26].
- Camélia, étude, miniature, salon de 1852, œuvre référencée no 344[27].
- La Sortie du bain, miniature, salon de 1853, œuvre référencée no 837[28].
- Les Deux Sœurs, miniature, salon de 1855, œuvre référencée no 3178[29].
- La Coquette, miniature, salon de 1855, œuvre référencée no 3178[29].
- Portrait de Melle de B…, miniature, salon de 1855, œuvre référencée no 3178[29].
- Portrait d’une femme en noir, c. 1855, 37,5 × 29,8 cm, New York, Brooklyn Museum (N° inv. : 25.423)[30].
- Portrait de Mme la comtesse d’Azevédo, miniature, salon de 1859, œuvre référencée no 1265[31].
- Portrait de Mlle V. Haussmann, miniature, salon de 1859, œuvre référencée no 1265[31].
- Portrait de Mlle H. Haussmann, miniature, salon de 1859, œuvre référencée no 1265[31].
- Le Billet, étude, miniature, salon de 1859, œuvre référencée no 1265[31].
- Jeune femme à sa toilette, étude, miniature, salon de 1859, œuvre référencée no 1265[31].
- La Peinture, miniature, salon de 1861[10].
- Portrait de Mme la comtesse A. de G…, aquarelle, salon de 1861[10].
- Portrait de Mlle de M…, aquarelle, salon de 1861[10].
- Portrait de S. M. la reine d’Espagne, miniature, salon de 1864, œuvres référencées sous le même numéro[10].
- Portrait de S. M. le roi d’Espagne, miniature, salon de 1864, œuvres référencées sous le même numéro[10].
- Portrait d’une jeune femme à sa toilette, milieu des années 1860, 35.4 × 28.6 cm, New York, Brooklyn Museum (N° inv. : 25.424)[32].
- L’Hiver, dessin au fusain, salon de 1867, œuvre référencée no 1788[33].
- Vue des anciennes carrières à Saint-Valery-en-Caux (Seine-Inférieure), aquarelle, salon de 1870[10].
- Vue de l’étang des eaux thermales de Forges-les-Eaux (Seine-Inférieure), aquarelle, salon de 1870[10].
- La Curieuse, aquarelle, salon de 1873[10].
- À Saint Briac, près Dinard (Ille-et-Vilaine), grande marée du 28 août 1878, aquarelle, salon de 1879, œuvre référencée no 1720[34].
- Ancienne salle des gardes du château de Sully (Saône-et-Loire), aquarelle, salon de 1879, œuvre référencée no 1721[34].
- Intérieur à Saint-Briac (Ille-et-Vilaine), aquarelle, salon de 1880[10].
- Église de Saint-Lunaire, près Dinard, aquarelle, salon de 1880[10].
- Intérieur à Saint-Briac (Ille-et-Vilaine), aquarelle, salon de 1880[10].
- Grève de Saint-Briac, près Dinard (Ille-et-Vilaine), aquarelle, salon de 1880[10].
- La Dernière, autre épr. non datée[16].